# Città di Tokyo

Stemma della Città di Tokyo

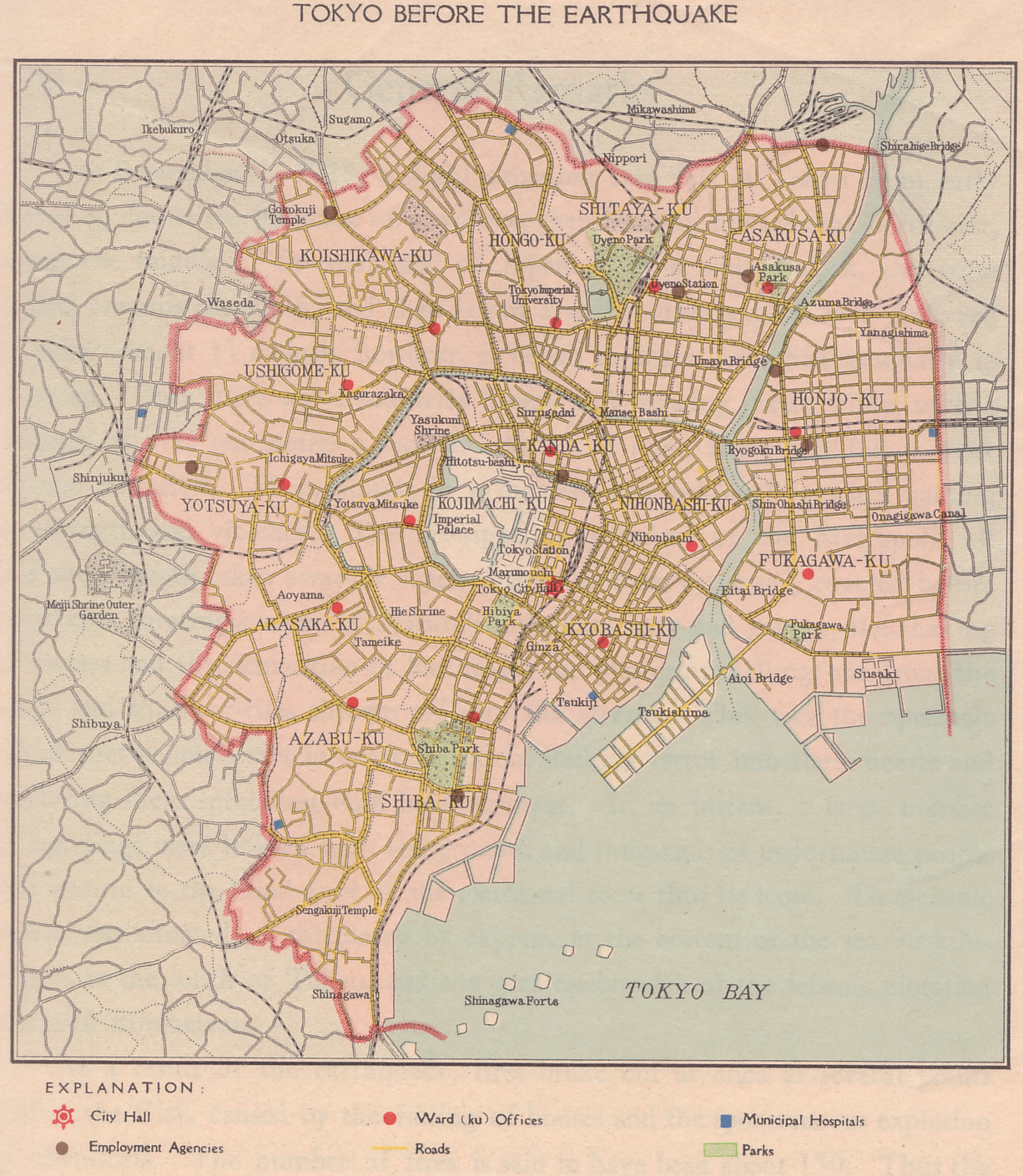
Mappa della città di Tokyo prima del Grande terremoto del Kanto del 1923.

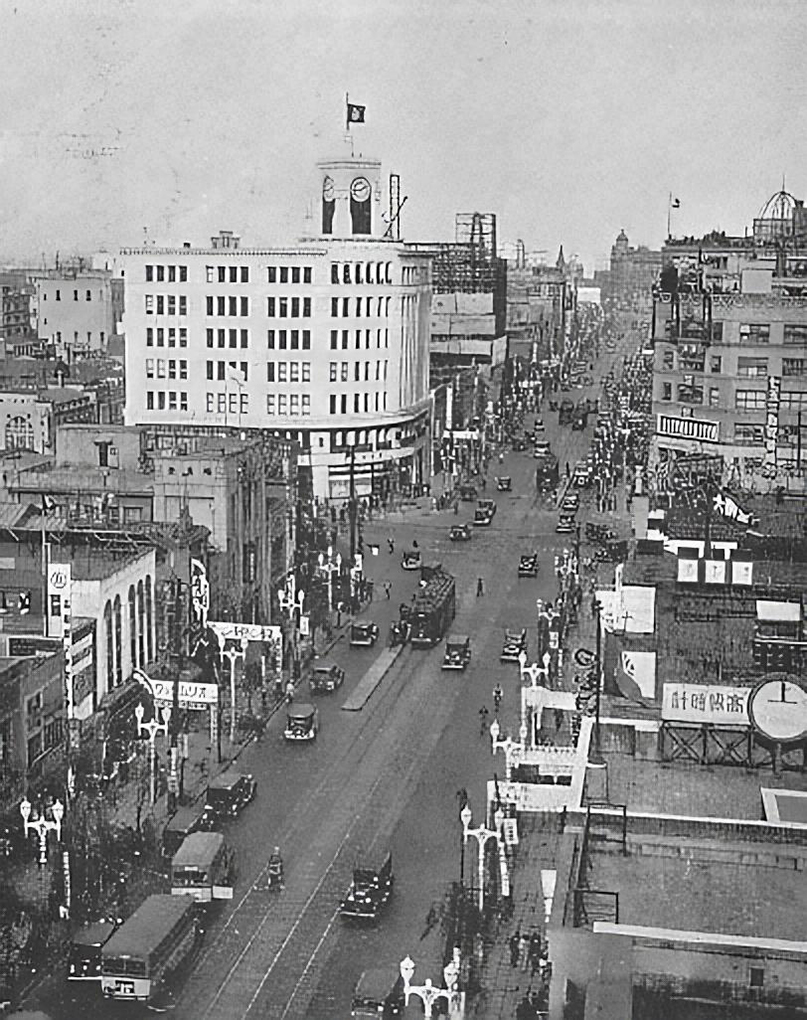
Il negozio Wako a Ginza, Tokyo, nel 1933.

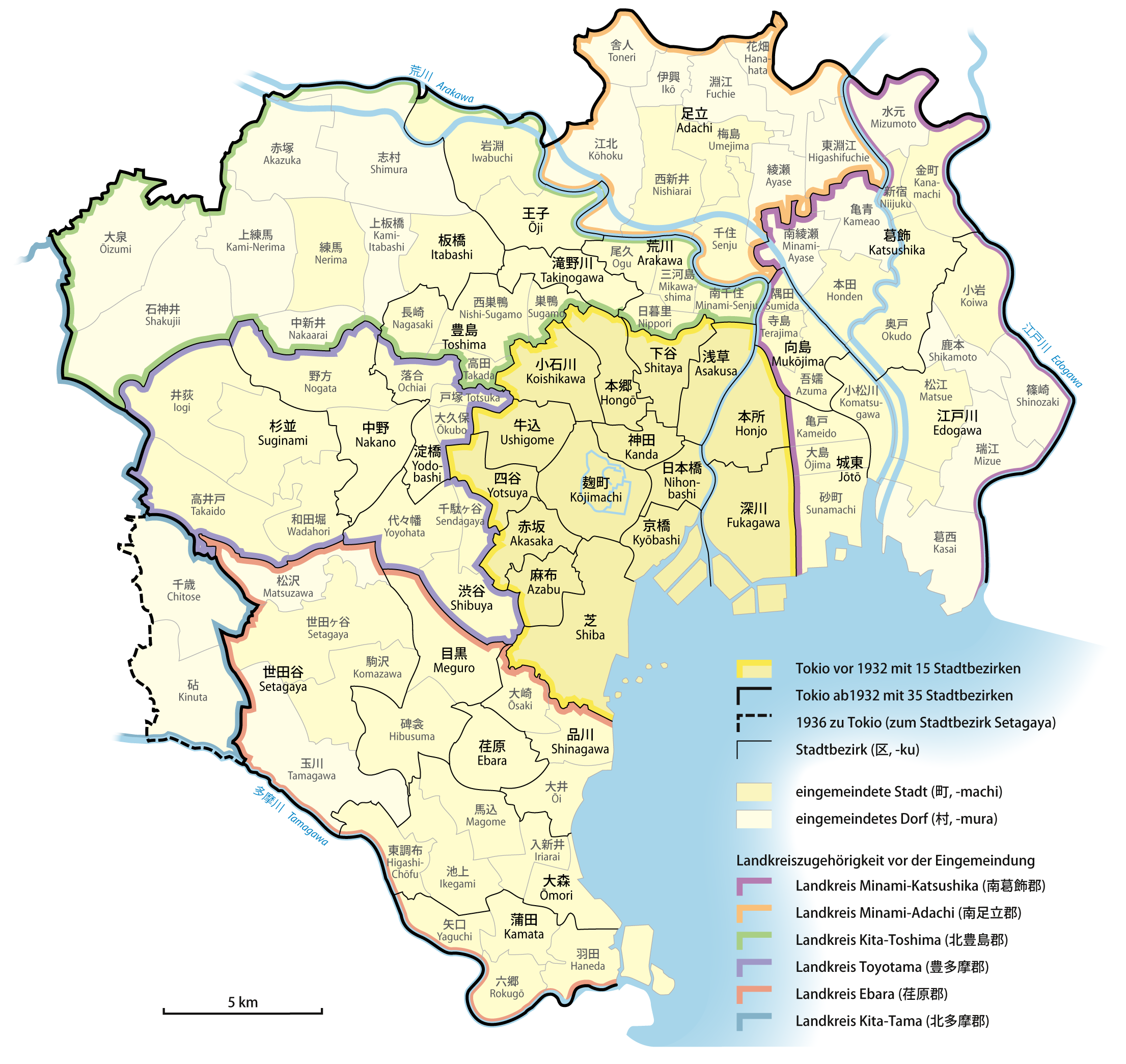
Mappa amministrativa della "Grande Tokyo" (大東京 Dai-Tōkyō), la fusione di 82 comuni nella città di Tokyo nel 1932 e due fusioni minori nel 1936.

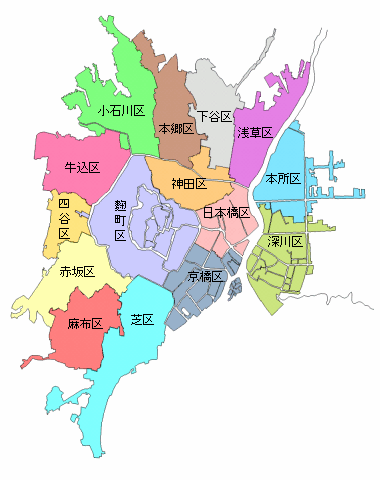
Le 15 circoscrizioni di Tokyo, istituite dalla legge sulla riorganizzazione delle contee, delle città e dei villaggi del 1878.

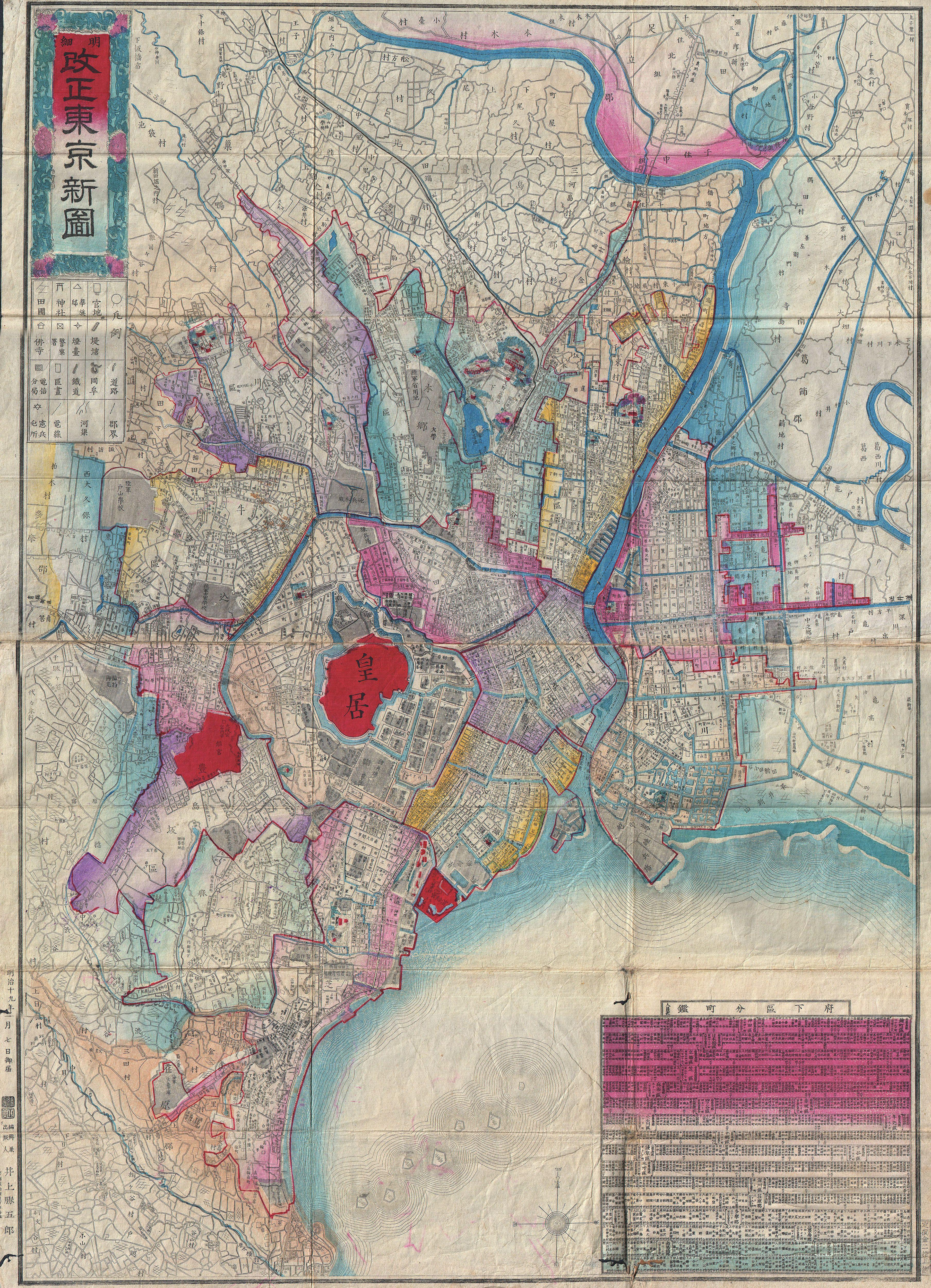
Mappa dei 15 rioni di Tokyo nel 1886. Ogni rione è evidenziato da un colore.

La Città di Tokyo (東京市?, Tōkyō-shi) è stata una città giapponese nell'antica prefettura di Tokyo (東京府?, Tōkyō-fu).
Fu istituita nel 1889 (Meiji 22) comprendendo 15 distretti della parte orientale della Prefettura di Tokyo (l'attuale metropoli di Tokyo). Dopo il Grande Terremoto del Kanto, le cinque contee vicine furono annesse per formare 35 circoscrizioni. Il 1º luglio 1943, viene fusa con la Prefettura di Tokyo, l'area finale della città corrisponde all'attuale Area Metropolitana di Tokyo (i 23 distretti di Tokyo).

## Storia
Nel 1868 la città medievale di Edo, sede del governo Tokugawa, fu ribattezzata Tokyo e furono aperti gli uffici della Prefettura di Tokyo (Tōkyō-fu). L'estensione della Prefettura di Tokyo era inizialmente limitata all'ex città di Edo, ma si ampliò rapidamente fino a diventare paragonabile all'attuale metropoli di Tokyo.
Il 22 luglio 1878 (Meiji 11), il governo della Prefettura di Tokyo divise la prefettura in quartieri o circoscrizioni (区?, ku), le 15 circoscrizioni di Tokyo, tra cui le circoscrizioni di Kojimachi, Kanda e Asakusa, con i nomi dei luoghi dell'antico periodo shogunale.
Allo stesso tempo, furono istituiti sei distretti (郡?, gun) (Ebara, Higashitama, Minami Toshima, Kita Toshima, Minami Adachi e Minami Katsushika), ulteriormente suddivisi in città e villaggi, nelle vecchie aree urbane e rurali adiacenti ai quattro centri urbani di Naito Shinjuku, Shinagawa, Senju e Itabashi, note come Edo Shishuku (江戸四宿?, Quattro locande di Edo), le Shukuba (宿場?, città di posta) più vicine a Edo/Nihonbashi su ciascuna delle Gokaidō le cinque strade durante il periodo Edo).
Nel 1888, il governo centrale creò il quadro giuridico per l'attuale sistema di città (shi) che concedeva alcuni diritti di autonomia locale di base. Tuttavia, in base a uno speciale regolamento imperiale, la città di Tokyo, come le città di Kyoto e di Osaka, inizialmente non aveva un sindaco separato, al contrario, il governatore (nominato) della Prefettura di Tokyo fungeva da sindaco della Città di Tokyo. Il consiglio comunale/assemblea di Tokyo (Tōkyō-shikai) fu eletto per la prima volta nel maggio 1889. Anche ogni circoscrizione mantenne la propria assemblea. Il governo della città e della prefettura furono separati nel 1898 e il governo iniziò a nominare un sindaco separato della città di Tokyo nel 1898, ma mantenne la legislazione a livello di quartiere, che continua tuttora nel sistema speciale dei quartieri. Dal 1926, il sindaco è stato eletto dal consiglio comunale/assemblea eletta tra i suoi membri. Il municipio di Tokyo si trovava nel distretto di Yūrakuchō, in un sito oggi occupato dal Tokyo International Forum.
Nel 1932, Tokyo ampliò i suoi confini, incorporando 82 città e villaggi di cinque contee limitrofe (tutte le contee di Ebara, Toyotama, Kita Toshima, Minami Adachi e Minami Katsushika) e istituendo 20 nuove distretti, rendendo la città di Tokyo un totale di 35 distretti.
Il 1º ottobre 1936, i villaggi di Kinuta e Chitose nella contea di Kita-Tama sono stati incorporati nel rione di Setagaya, l'area urbana allargata fu chiamata anche Dai-Tōkyō (大東京?, "Grande Tokyo"). L'area della città di Tokyo passò da 80,5 a 478,6 km², la popolazione da circa 2,1 a 5,4 milioni (dati del 1933). Nel 1936, i villaggi di Kinuta e Chitose nella contea di Kita-Tama sono stati incorporati nel distretto di Setagaya, determinando l'attuale estensione dei distretti del governo metropolitano di Tokyo.
Nel 1943 fu promulgata la Tōkyō-tosei: la Città di Tokyo e la vecchia Prefettura di Tokyo furono unite per formare la nuova Prefettura di Tokyo (Tōkyō-to). I comuni furono amministrati direttamente dalla prefettura e la Città di Tokyo cessò di esistere.
Dopo la guerra, il 15 marzo 1947, i 35 distretti di Tokyo furono riorganizzati nei 22 distretti di Tokyo, che divennero distretti speciali ai sensi della legge sull'autonomia locale del 3 maggio dello stesso anno. Il 1º agosto dello stesso anno, la città di Nerima-cho e altri quattro villaggi furono separati dal distretto di Itabashi per formare il distretto di Nerima, che divenne uno dei 23 distretti speciali di Tokyo.

## Elenco distretti
| 1889–1920 (15 distretti)                  | 1889–1920 (15 distretti)                 | 1920–1932 (15 distretti)                 | 1920–1932 (15 distretti)                 | 1932–1936 (35 distretti) | 1936–1947 (35 distretti) | 23 special distretti of Tokyo Metropolis |
| ----------------------------------------- | ---------------------------------------- | ---------------------------------------- | ---------------------------------------- | ------------------------ | ------------------------ | ---------------------------------------- |
| Kōjimachi                                 | Kōjimachi                                | Kōjimachi                                | Kōjimachi                                | Kōjimachi                | Kōjimachi                | Chiyoda                                  |
| Kanda                                     |                                          |                                          |                                          |                          |                          | Chiyoda                                  |
| Nihonbashi                                | Nihonbashi                               | Nihonbashi                               | Nihonbashi                               | Nihonbashi               | Nihonbashi               | Chūō                                     |
| Kyōbashi                                  |                                          |                                          |                                          |                          |                          | Chūō                                     |
| Shiba                                     | Shiba                                    | Shiba                                    | Shiba                                    | Shiba                    | Shiba                    | Minato                                   |
| Azabu                                     |                                          |                                          |                                          |                          |                          | Minato                                   |
| Akasaka                                   |                                          |                                          |                                          |                          |                          | Minato                                   |
| Yotsuya                                   | Yotsuya                                  | Yotsuya                                  | Yotsuya                                  | Yotsuya                  | Yotsuya                  | Shinjuku                                 |
| Naito-Shinjuku-machi, Toyotama-gun        |                                          | Yotsuya                                  | Yotsuya                                  | Yotsuya                  | Yotsuya                  | Shinjuku                                 |
| Ushigome                                  |                                          |                                          |                                          |                          |                          | Shinjuku                                 |
| Yodobashi-machi, Toyotama-gun             | Yodobashi-machi, Toyotama-gun            | Yodobashi-machi, Toyotama-gun            | Yodobashi-machi, Toyotama-gun            | Yodobashi                | Yodobashi                | Shinjuku                                 |
| Ōkubo-machi, Toyotama-gun                 |                                          |                                          |                                          | Yodobashi                | Yodobashi                | Shinjuku                                 |
| Totsuka-machi, Toyotama-gun               |                                          |                                          |                                          | Yodobashi                | Yodobashi                | Shinjuku                                 |
| Ochiai-machi, Toyotama-gun                |                                          |                                          |                                          | Yodobashi                | Yodobashi                | Shinjuku                                 |
| Koishikawa                                | Koishikawa                               | Koishikawa                               | Koishikawa                               | Koishikawa               | Koishikawa               | Bunkyō                                   |
| Hongō                                     |                                          |                                          |                                          |                          |                          | Bunkyō                                   |
| Shitaya                                   | Shitaya                                  | Shitaya                                  | Shitaya                                  | Shitaya                  | Shitaya                  | Taitō                                    |
| Asakusa                                   |                                          |                                          |                                          |                          |                          | Taitō                                    |
| Honjo                                     | Honjo                                    | Honjo                                    | Honjo                                    | Honjo                    | Honjo                    | Sumida                                   |
| Terashima-machi, Minami-Katsushika-gun    | Terashima-machi, Minami-Katsushika-gun   | Terashima-machi, Minami-Katsushika-gun   | Terashima-machi, Minami-Katsushika-gun   | Mukojima                 | Mukojima                 | Sumida                                   |
| Azuma-machi, Minami-Katsushika-gun        |                                          |                                          |                                          | Mukojima                 | Mukojima                 | Sumida                                   |
| Sumida-machi, Minami-Katsushika-gun       |                                          |                                          |                                          | Mukojima                 | Mukojima                 | Sumida                                   |
| Fukagawa                                  | Fukagawa                                 | Fukagawa                                 | Fukagawa                                 | Fukagawa                 | Fukagawa                 | Kōtō                                     |
| Kameido-machi, Minami-Katsushika-gun      | Kameido-machi, Minami-Katsushika-gun     | Kameido-machi, Minami-Katsushika-gun     | Kameido-machi, Minami-Katsushika-gun     | Jōtō                     | Jōtō                     | Kōtō                                     |
| Ōjima-machi, Minami-Katsushika-gun        |                                          |                                          |                                          | Jōtō                     | Jōtō                     | Kōtō                                     |
| Suna-machi, Minami-Katsushika-gun         |                                          |                                          |                                          | Jōtō                     | Jōtō                     | Kōtō                                     |
| Shinagawa-machi, Ebara-gun                | Shinagawa-machi, Ebara-gun               | Shinagawa-machi, Ebara-gun               | Shinagawa-machi, Ebara-gun               | Shinagawa                | Shinagawa                | Shinagawa                                |
| Ōi-machi, Ebara-gun                       |                                          |                                          |                                          | Shinagawa                | Shinagawa                | Shinagawa                                |
| Ōsaki-machi, Ebara-gun                    |                                          |                                          |                                          | Shinagawa                | Shinagawa                | Shinagawa                                |
| Ebara-machi, Ebara-gun                    | Ebara-machi, Ebara-gun                   | Ebara-machi, Ebara-gun                   | Ebara-machi, Ebara-gun                   | Ebara                    | Ebara                    | Shinagawa                                |
| Meguro-machi, Ebara-gun                   | Meguro-machi, Ebara-gun                  | Meguro-machi, Ebara-gun                  | Meguro-machi, Ebara-gun                  | Meguro                   | Meguro                   | Meguro                                   |
| Hibusuma-machi, Ebara-gun                 |                                          |                                          |                                          | Meguro                   | Meguro                   | Meguro                                   |
| Ōmori-machi, Ebara-gun                    | Ōmori-machi, Ebara-gun                   | Ōmori-machi, Ebara-gun                   | Ōmori-machi, Ebara-gun                   | Ōmori                    | Ōmori                    | Ōta                                      |
| Iriarai-machi, Ebara-gun                  |                                          |                                          |                                          | Ōmori                    | Ōmori                    | Ōta                                      |
| Magome-machi, Ebara-gun                   |                                          |                                          |                                          | Ōmori                    | Ōmori                    | Ōta                                      |
| Ikegami-machi, Ebara-gun                  |                                          |                                          |                                          | Ōmori                    | Ōmori                    | Ōta                                      |
| Higashi-Chōfu-machi, Ebara-gun            |                                          |                                          |                                          | Ōmori                    | Ōmori                    | Ōta                                      |
| Kamata-machi, Ebara-gun                   | Kamata-machi, Ebara-gun                  | Kamata-machi, Ebara-gun                  | Kamata-machi, Ebara-gun                  | Kamata                   | Kamata                   | Ōta                                      |
| Yaguchi-machi, Ebara-gun                  |                                          |                                          |                                          | Kamata                   | Kamata                   | Ōta                                      |
| Rokugō-machi, Ebara-gun                   |                                          |                                          |                                          | Kamata                   | Kamata                   | Ōta                                      |
| Haneda-machi, Ebara-gun                   |                                          |                                          |                                          | Kamata                   | Kamata                   | Ōta                                      |
| Setagaya-machi, Ebara-gun                 | Setagaya-machi, Ebara-gun                | Setagaya-machi, Ebara-gun                | Setagaya-machi, Ebara-gun                | Setagaya                 | Setagaya                 | Setagaya                                 |
| Komazawa-machi, Ebara-gun                 |                                          |                                          |                                          | Setagaya                 | Setagaya                 | Setagaya                                 |
| Matsuzawa-mura, Ebara-gun                 |                                          |                                          |                                          | Setagaya                 | Setagaya                 | Setagaya                                 |
| Tamagawa-mura, Ebara-gun                  |                                          |                                          |                                          | Setagaya                 | Setagaya                 | Setagaya                                 |
| Kinuta-mura, Kita-Tama-gun                |                                          |                                          |                                          |                          | Setagaya                 | Setagaya                                 |
| Chitose-mura, Kita-Tama-gun               |                                          |                                          |                                          |                          | Setagaya                 | Setagaya                                 |
| Shibuya-machi, Toyotama-gun               | Shibuya-machi, Toyotama-gun              | Shibuya-machi, Toyotama-gun              | Shibuya-machi, Toyotama-gun              | Shibuya                  | Shibuya                  | Shibuya                                  |
| Sendagaya-machi, Toyotama-gun             |                                          |                                          |                                          | Shibuya                  | Shibuya                  | Shibuya                                  |
| Yoyohata-machi, Toyotama-gun              |                                          |                                          |                                          | Shibuya                  | Shibuya                  | Shibuya                                  |
| Nakano-machi, Toyotama-gun                | Nakano-machi, Toyotama-gun               | Nakano-machi, Toyotama-gun               | Nakano-machi, Toyotama-gun               | Nakano                   | Nakano                   | Nakano                                   |
| Nogata-machi, Toyotama-gun                |                                          |                                          |                                          | Nakano                   | Nakano                   | Nakano                                   |
| Suginami-machi, Toyotama-gun              | Suginami-machi, Toyotama-gun             | Suginami-machi, Toyotama-gun             | Suginami-machi, Toyotama-gun             | Suginami                 | Suginami                 | Suginami                                 |
| Wadabori-machi, Toyotama-gun              |                                          |                                          |                                          | Suginami                 | Suginami                 | Suginami                                 |
| Iogi-machi, Toyotama-gun                  |                                          |                                          |                                          | Suginami                 | Suginami                 | Suginami                                 |
| Takaido-machi, Toyotama-gun               |                                          |                                          |                                          | Suginami                 | Suginami                 | Suginami                                 |
| Sugamo-machi, Kita-Toshima-gun            | Sugamo-machi, Kita-Toshima-gun           | Sugamo-machi, Kita-Toshima-gun           | Sugamo-machi, Kita-Toshima-gun           | Toshima                  | Toshima                  | Toshima                                  |
| Nishi-Sugamo-machi, Kita-Toshima-gun      |                                          |                                          |                                          | Toshima                  | Toshima                  | Toshima                                  |
| Nagasaki-machi, Kita-Toshima-gun          |                                          |                                          |                                          | Toshima                  | Toshima                  | Toshima                                  |
| Takada-machi, Kita-Toshima-gun            |                                          |                                          |                                          | Toshima                  | Toshima                  | Toshima                                  |
| Takinogawa-machi, Kita-Toshima-gun        | Takinogawa-machi, Kita-Toshima-gun       | Takinogawa-machi, Kita-Toshima-gun       | Takinogawa-machi, Kita-Toshima-gun       | Takinogawa               | Takinogawa               | Kita                                     |
| Ōji-machi, Kita-Toshima-gun               | Ōji-machi, Kita-Toshima-gun              | Ōji-machi, Kita-Toshima-gun              | Ōji-machi, Kita-Toshima-gun              | Ōji                      | Ōji                      | Kita                                     |
| Iwabuchi-machi, Kita-Toshima-gun          |                                          |                                          |                                          | Ōji                      | Ōji                      | Kita                                     |
| Minami-Senju-machi, Kita-Toshima-gun      | Minami-Senju-machi, Kita-Toshima-gun     | Minami-Senju-machi, Kita-Toshima-gun     | Minami-Senju-machi, Kita-Toshima-gun     | Arakawa                  | Arakawa                  | Arakawa                                  |
| Mikawashima-machi, Kita-Toshima-gun       |                                          |                                          |                                          | Arakawa                  | Arakawa                  | Arakawa                                  |
| Nippori-machi, Kita-Toshima-gun           |                                          |                                          |                                          | Arakawa                  | Arakawa                  | Arakawa                                  |
| Ogu-machi, Kita-Toshima-gun               |                                          |                                          |                                          | Arakawa                  | Arakawa                  | Arakawa                                  |
| Itabashi-machi, Kita-Toshima-gun          | Itabashi-machi, Kita-Toshima-gun         | Itabashi-machi, Kita-Toshima-gun         | Itabashi-machi, Kita-Toshima-gun         | Itabashi                 | Itabashi                 | Itabashi                                 |
| Kami-Itabashi-mura, Kita-Toshima-gun      |                                          |                                          |                                          | Itabashi                 | Itabashi                 | Itabashi                                 |
| Shimura-mura, Kita-Toshima-gun            |                                          |                                          |                                          | Itabashi                 | Itabashi                 | Itabashi                                 |
| Akatsuka-mura, Kita-Toshima-gun           |                                          |                                          |                                          | Itabashi                 | Itabashi                 | Itabashi                                 |
| Nerima-machi, Kita-Toshima-gun            | Nerima-machi, Kita-Toshima-gun           | Nerima-machi, Kita-Toshima-gun           | Nerima-machi, Kita-Toshima-gun           | Itabashi                 | Itabashi                 | Nerima                                   |
| Kami-Nerima-mura, Kita-Toshima-gun        |                                          |                                          |                                          | Itabashi                 | Itabashi                 | Nerima                                   |
| Nakaarai-mura, Kita-Toshima-gun           |                                          |                                          |                                          | Itabashi                 | Itabashi                 | Nerima                                   |
| Shakujii-mura, Kita-Toshima-gun           |                                          |                                          |                                          | Itabashi                 | Itabashi                 | Nerima                                   |
| Ōizumi-mura, Kita-Toshima-gun             |                                          |                                          |                                          | Itabashi                 | Itabashi                 | Nerima                                   |
| Senju-machi, Minami-Adachi-gun            | Senju-machi, Minami-Adachi-gun           | Senju-machi, Minami-Adachi-gun           | Senju-machi, Minami-Adachi-gun           | Adachi                   | Adachi                   | Adachi                                   |
| Umejima-machi, Minami-Adachi-gun          |                                          |                                          |                                          | Adachi                   | Adachi                   | Adachi                                   |
| Nishiarai-machi, Minami-Adachi-gun        |                                          |                                          |                                          | Adachi                   | Adachi                   | Adachi                                   |
| Kōhoku-mura, Minami-Adachi-gun            |                                          |                                          |                                          | Adachi                   | Adachi                   | Adachi                                   |
| Toneri-mura, Minami-Adachi-gun            |                                          |                                          |                                          | Adachi                   | Adachi                   | Adachi                                   |
| Ikō-mura, Minami-Adachi-gun               |                                          |                                          |                                          | Adachi                   | Adachi                   | Adachi                                   |
| Fuchie-mura, Minami-Adachi-gun            |                                          |                                          |                                          | Adachi                   | Adachi                   | Adachi                                   |
| Higashi-Fuchie-mura, Minami-Adachi-gun    |                                          |                                          |                                          | Adachi                   | Adachi                   | Adachi                                   |
| Hanahata-mura, Minami-Adachi-gun          |                                          |                                          |                                          | Adachi                   | Adachi                   | Adachi                                   |
| Ayase-mura, Minami-Adachi-gun             |                                          |                                          |                                          | Adachi                   | Adachi                   | Adachi                                   |
| Honden-machi, Minami-Katsushika-gun       | Honden-machi, Minami-Katsushika-gun      | Honden-machi, Minami-Katsushika-gun      | Honden-machi, Minami-Katsushika-gun      | Katsushika               | Katsushika               | Katsushika                               |
| Okudo-machi, Minami-Katsushika-gun        |                                          |                                          |                                          | Katsushika               | Katsushika               | Katsushika                               |
| Minami-Ayase-machi, Minami-Katsushika-gun |                                          |                                          |                                          | Katsushika               | Katsushika               | Katsushika                               |
| Kameao-mura, Minami-Katsushika-gun        |                                          |                                          |                                          | Katsushika               | Katsushika               | Katsushika                               |
| Niijuku-machi, Minami-Katsushika-gun      |                                          |                                          |                                          | Katsushika               | Katsushika               | Katsushika                               |
| Kanamachi-machi, Minami-Katsushika-gun    |                                          |                                          |                                          | Katsushika               | Katsushika               | Katsushika                               |
| Mizumoto-mura, Minami-Katsushika-gun      |                                          |                                          |                                          | Katsushika               | Katsushika               | Katsushika                               |
| Komatsugawa-machi, Minami-Katsushika-gun  | Komatsugawa-machi, Minami-Katsushika-gun | Komatsugawa-machi, Minami-Katsushika-gun | Komatsugawa-machi, Minami-Katsushika-gun | Edogawa                  | Edogawa                  | Edogawa                                  |
| Matsue-mura, Minami-Katsushika-gun        |                                          |                                          |                                          | Edogawa                  | Edogawa                  | Edogawa                                  |
| Mizue-mura, Minami-Katsushika-gun         |                                          |                                          |                                          | Edogawa                  | Edogawa                  | Edogawa                                  |
| Kasai-mura, Minami-Katsushika-gun         |                                          |                                          |                                          | Edogawa                  | Edogawa                  | Edogawa                                  |
| Shikamoto-mura, Minami-Katsushika-gun     |                                          |                                          |                                          | Edogawa                  | Edogawa                  | Edogawa                                  |
| Shinozaki-mura, Minami-Katsushika-gun     |                                          |                                          |                                          | Edogawa                  | Edogawa                  | Edogawa                                  |
| Koiwa-machi, Minami-Katsushika-gun        |                                          |                                          |                                          | Edogawa                  | Edogawa                  | Edogawa                                  |